# Maarten van Heemskerck

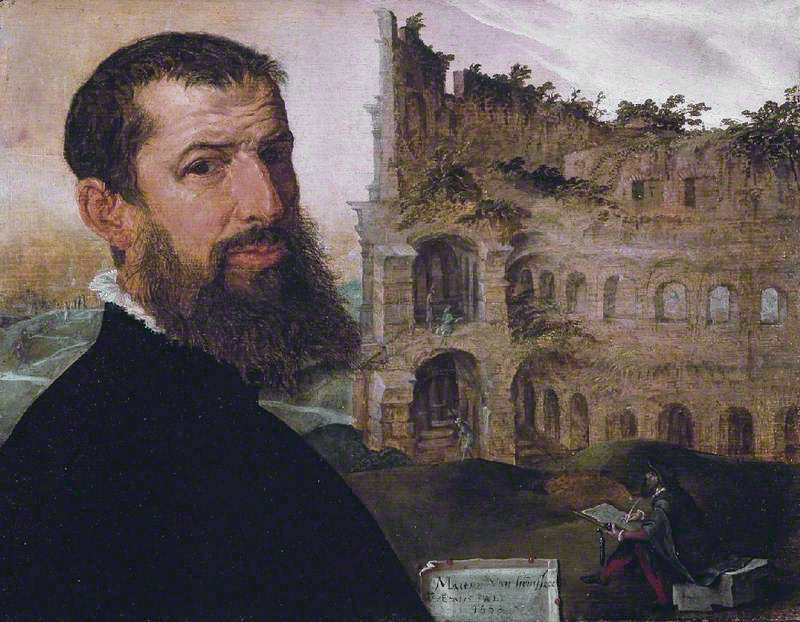
Maerten van Heemskerck, autoportrét s Colosseem, 1553

Maarten van Heemskerck, též Maerten, narozen jako Marten Jacobszoon Heemskerk van Veen (* 1. června 1498, Heemskerk – 1. října 1574, Haarlem) byl holandský malíř portrétů, biblických a mytologických obrazů.

## Život
Maarten se narodil ve vesnici Heemskerk na severu Nizozemí v rodině farmáře Jacoba Willemsz. van Veen. Podle Karla van Mandera se začal učit malířství u Corneliuse Willemsze v Haarlemu, ale otec ho povolal zpět na farmu. Nakonec z domova utekl do Delftu a s podporou své matky začal studovat u Jana Lucasze. Odtud odešel do Haarlemu a stal se žákem Jana van Scorela. Scorel strávil šest let v Itálii a italský styl malby přinesl i do Nizozemské renesance.
Ve třiceti letech se Maarten van Heemskerck stal nezávislým mistrem. Přestěhoval se do domu bohatého vlastníka pozemků v Heemskerku a administrátora Velkého kostela sv. Bavona v Haarlemu, Pietera Jana Foppesze. Pro něj namaloval rodinný portrét a několik dalších obrazů. Poté pobýval v domě haarlemského zlatníka Justuse Cornelisze.
Roku 1532 procestoval severní a střední Itálii a v červenci přijel do Říma, aby studoval klasické umění a díla tamějších mistrů. Bydlel u holandského kardinála Willem van Enckenvoirt, kde se připojil k Jan van Scorelovi. Van Enckenvoirt byl důvěrníkem papeže Adriana IV. a velkým milovníkem umění a měl dobré kontakty s italskými i holandskými umělci, kteří žili v Římě.
Roku 1536 se přes Mantovu, kde si prohlédl díla Giulia Romana, vrátil do Haarlemu, kde si zřídil malířskou dílnu a provozoval úspěšnou a lukrativní praxi. Kromě malby obrazů navrhoval také předlohy tapiserií a okenních vitráží. Roku 1540 se stal předsedou haarlemského malířského cechu sv. Lukáše. Byl dvakrát ženatý. Jeho první žena Marie Jacobs Coningsdochter i dítě zemřeli během porodu 18 měsíců po svatbě. Podruhé se oženil s bohatou Martytgen Gerritsdochter a obýval s ní velký dům v Donkere Spaarne.
Oltářní obrazy od něj objednával mecenáš umění, reformátor a převor kláštera sv. Agáty v Delftu, Cornelis Musius. Až do příchodu reformace byl Maarten van Heemskerck od roku 1553 po dobu 22 let administrátorem kostela svatého Bavona v Haarlemu. V roce 1570 nechal zhotovit obelisk na hrob svého otce v Heemskerck. Roku 1572 se z Haarlemu odstěhoval do Amsterdamu, aby unikl před španělským obléháním. Město podlehlo po 7 měsících obléhání a zaplatilo výkupné, ale Španělé odvezli také několik Van Heemskerkových obrazů. Další obrazy, např. oltářní triptych s ukřižováním v Amsterdamu, podlehly řádění ikonoklastů roku 1566 během reformace. Maarten van Heemskerck se do Haarlemu vrátil následujícího roku a roku 1574 zde zemřel ve věku 76 let. Podle závěti sepsané v Amsterdamu, odkázal majetek sirotčinci v Haarlemu. O jeho manželku a děti se postaral právník a starosta Haarlemu, Jan van Zuren.

## Dílo

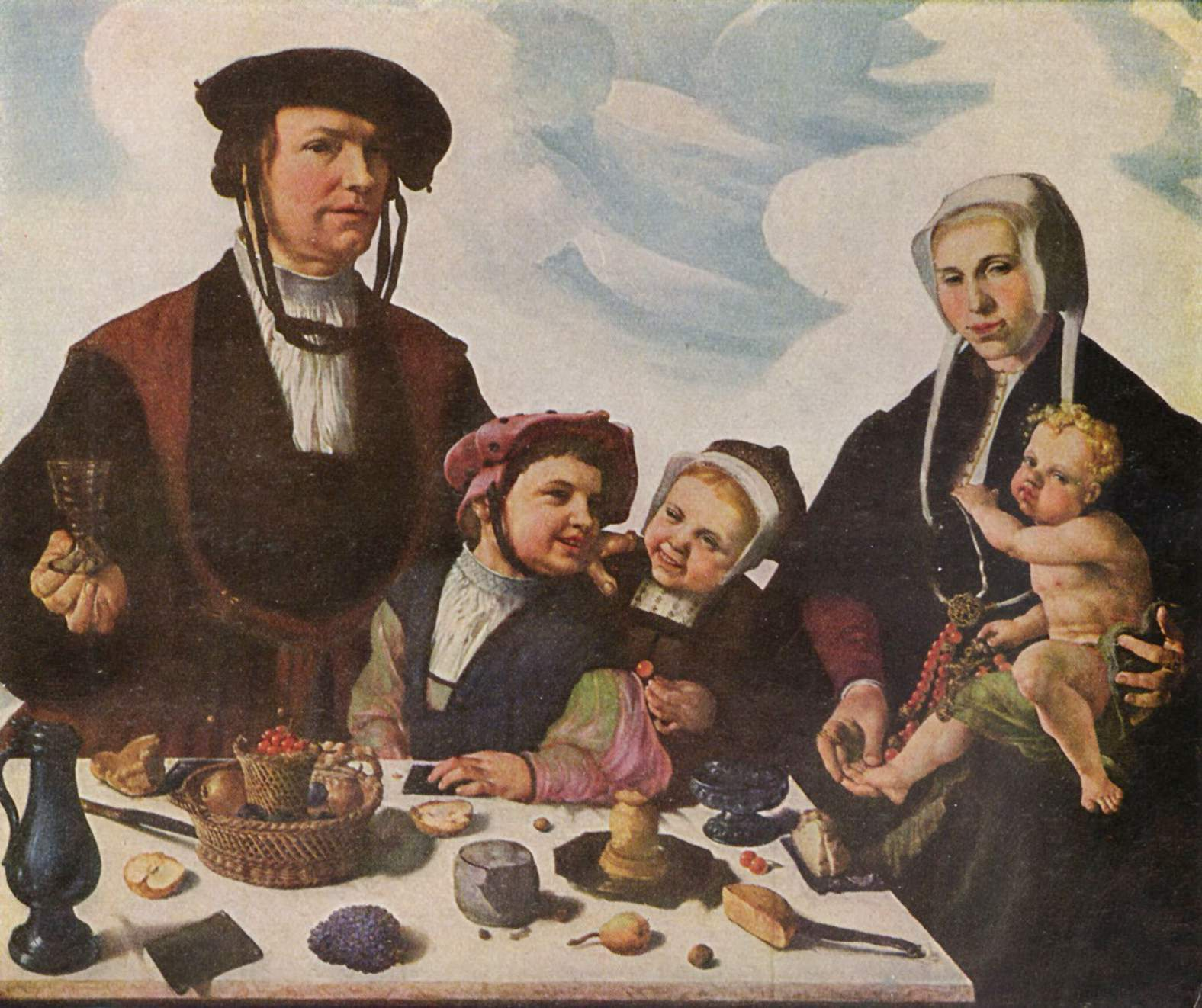
Portrét rodiny Pietera Jana Foppesze, před 1532

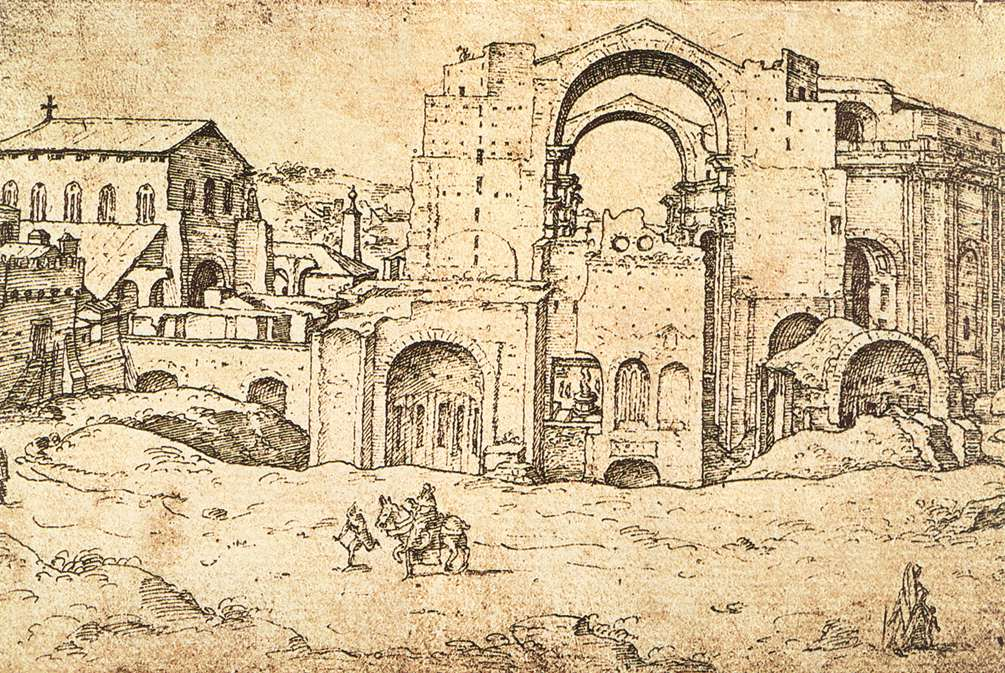
Stavba katedrály sv. Petra, 1535

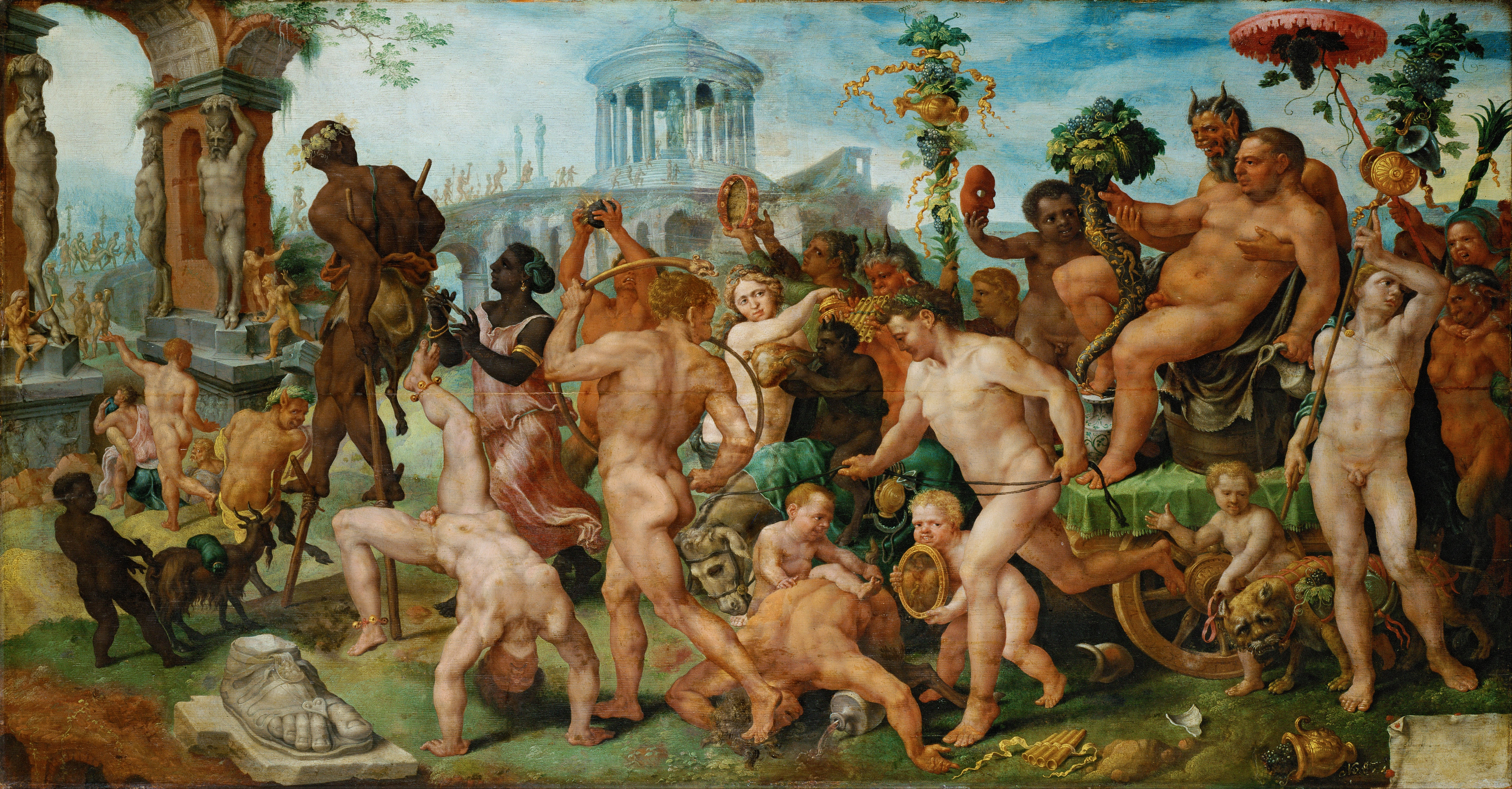
Triumfální procesí k poctě Dionýsa, 1536-1537 - Google Art Project

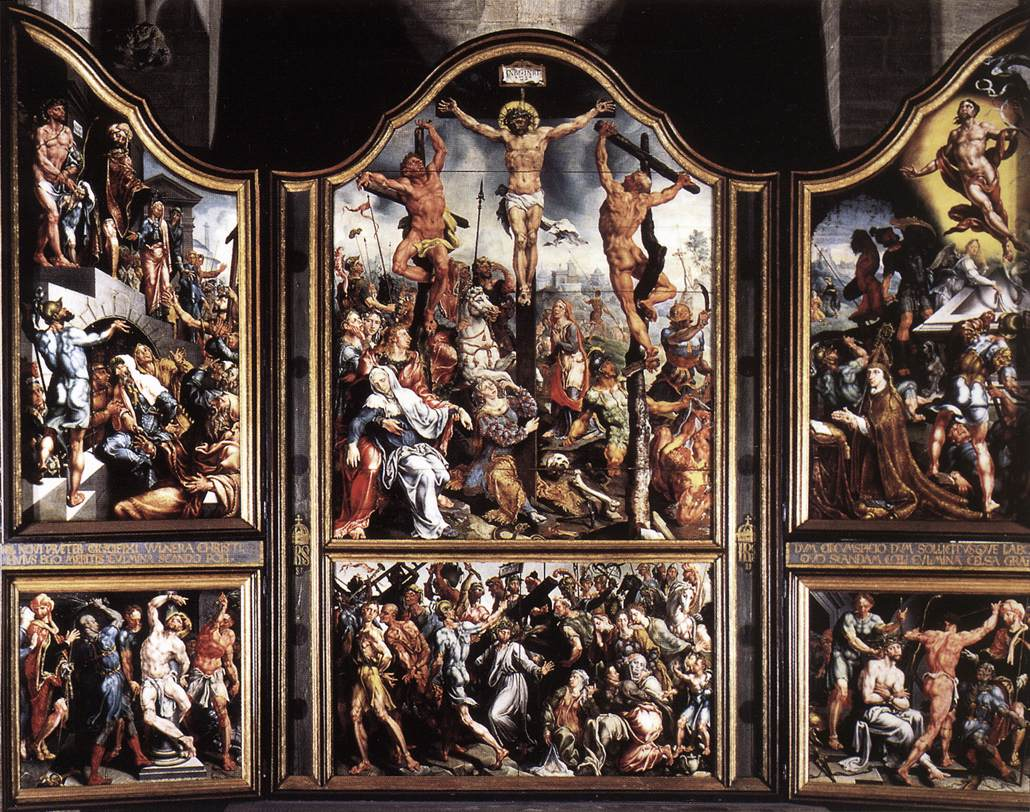
Triptych s Ukřižováním, Linköping, 1539-1543

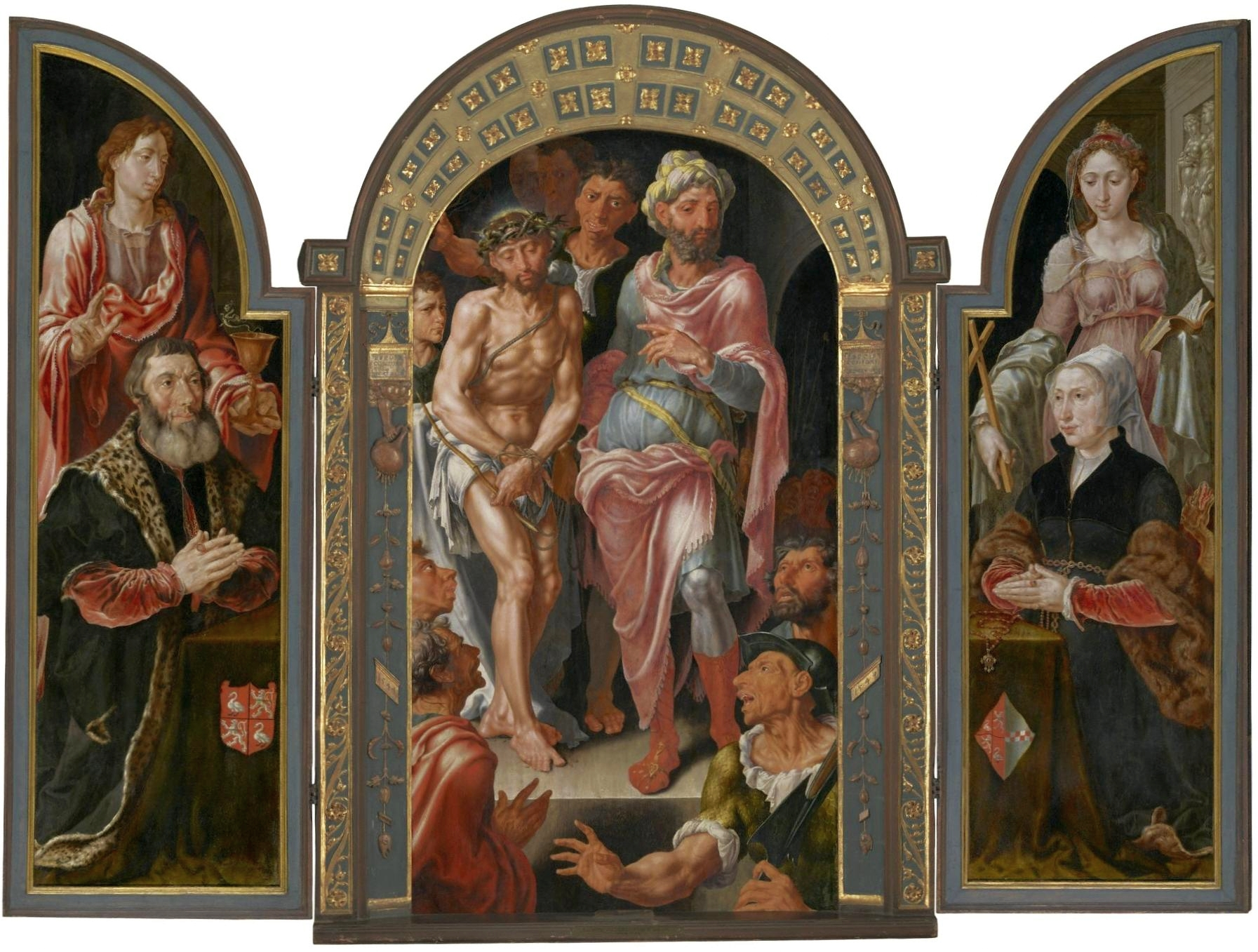
Ecce Homo, 1544, Národní museum ve Varšavě

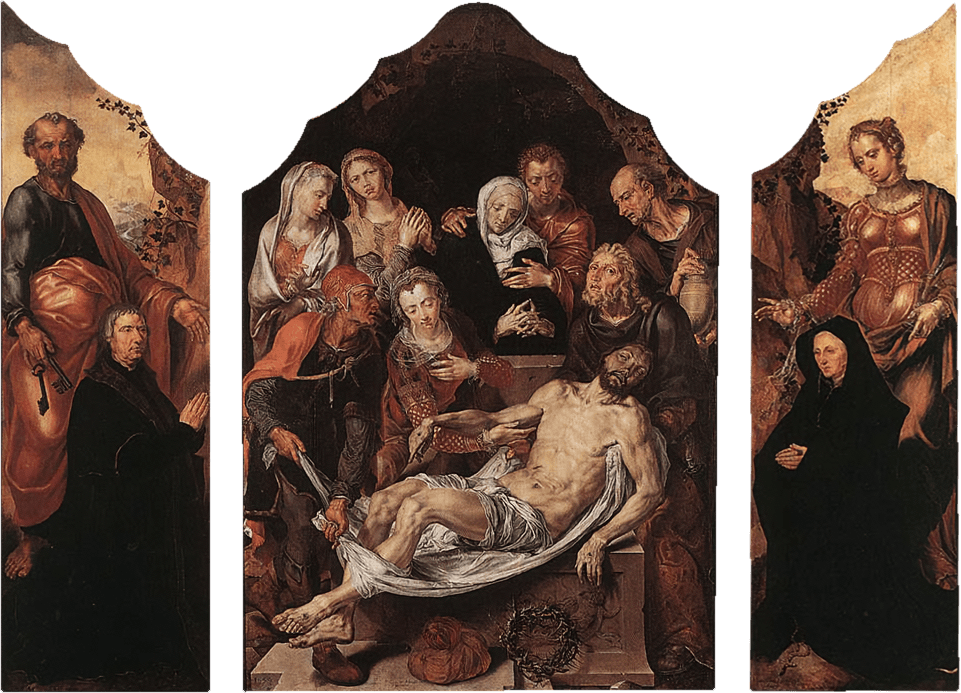
Triptych s Ukládáním do hrobu, 1559-1560

Ještě před cestou do Říma vytvořil Maarten van Heemskerck rodinný portrét pro svého mecenáše Pietera Jana Foppesze a kromě toho dva alegorické portréty Slunce a Měsíce a menší obraz Adam a Eva malovaný podle živých modelů. Pro Kostel svatého Bavona namaloval oltářní obraz Sv. Lukáš maluje Pannu Marii (1532). Zhotovil také obraz Ecce homo (Museum voor Schone Kunsten) a portréty měšťanů (Anna Code, Pieter Gerritszoon Bicker, 1529), které se vyznačují vynalézavou kompozicí s výrazným a pevným reliéfem, expresivním podáním figur a nepřikrášlenou a intenzivní barevností.
V Římě se spolu s dalšími malíři (Antonio da Sangallo mladší, Battista Franco Veneziano, Francesco de' Rossi) podílel na výzdobě starobylé brány v římském opevnění z doby císaře Aureliána, Porta San Sebastiano, která se měla stát triumfálním obloukem na počest císaře Karla V. Roku 1535 namaloval pro kardinála Ridolfa Pia Panoráma s únosem Heleny mezi architektonickými divy starověkého světa. Setkal se osobně s Giorgio Vasarim, který ho zařadil do svých Životopisů malířů.
V Itálii zhotovil také množství kreseb antických památek a soch, které pak užíval jako předlohy po celou malířskou kariéru. Zachytil tak například právě probíhající přestavbu Baziliky sv. Petra (1535). Dva skicáře s jeho kresbami jsou ve sbírce Kupferstichkabinett v Berlíně. Byl jedním z prvních nizozemských umělců, kteří tvořili podrobné kresebné předlohy pro pozdější komerční reprodukování formou rytin. Patří k nim jeho kresby sedmi divů světa, které roku 1572 vyryl a vydal v Haarlemu Philip Galle. Roku 1553 namaloval svůj autoportrét před římským Colosseem, které v jeho době už bylo ruinou.
Po návratu z Itálie se jeho styl proměnil. Pro Sint-Laurenskerk v Alkmaar vytvořil rozměrný desetideskový oltář s ústředním tématem Ukřižování (1539-1543), který je od doby reformace v katedrále v Linköping ve Švédsku. Ukřižování ve stejném roce namaloval také pro Riches Claires v Ghentu (nyní Museum voor Schone Kunsten, Ghent). Oltář u něj roku 1546 objednal také spolek obchodníků se suknem v Haarlemu (nyní v galerii v Haagu). Tyto obrazy ukazují, jak během pobytu v Římě nastudoval malby Raphaela a Micheangela a také malířovu obeznámenost s lombardskými freskami Andrea Mantegny a Giulia Romana. Jeho figury se vyznačují expresivními výrazy, dobrou znalostí anatomie a zdůrazněnou muskulaturou.
Roku 1551 vytvořil kopii podle Raffaelova obrazu Madona di Loreto (Frans Hals Museum). Ve stejném roce dodal do kostela v Delftu oltář s Ukřižováním a výjevy z Kristova života, života sv. Bernarda a sv. Benedikta. Ten byl později rozebrán a jednotlivé desky se nacházejí v Haarlemu a Bruselu. Další oltář se sv. Lukášem malujícím Pannu Marii z roku 1556 je v Delftu. Roku 1552 nakreslil sérii pohybových studií šermířů a zápasníků.
Maarten van Heemskerck byl za svého života široce oceňován a zejména v Haarlemu ovlivnil další malíře. Spolu se svým učitelem Janem van Scorelem se zasloužil o přenesení italských vlivů do malířství Severního Nizozemí. Podle jeho kreseb bylo vytvořeno na 600 mědirytů a leptů, z nichž některé vydal Gerard de Jode.

### Známá díla (výběr)
- Portrét Pietera Gerritszoona Bickera, 1529, olej na dubovém panelu, protějšek k následujícímu obrazu, Rijksmuseum, Amsterdam
- Portrét Anny Codde, 1529, olej na dubovém panelu, 87 × 66 cm , Rijksmuseum Amsterdam
- Šlechtic Pieter Jan Foppeszoon z Haarlemu se svou rodinou, c. 1530, olej na dřevě, 118 x 140 cm, Gemäldegalerie Alte Meister, Kassel
- Bolestný Kristus, 1532, olej na panelu, 84 × 72 cm , Muzeum výtvarného umění v Gentu, původně z kostela Saint-Corneille Machelen
- sv. Lukáš maluje Pannu Marii, 1532, muzeum Franse Halse, Haarlem
- Venuše a Kupido ve Vulkánově dílně, 1536, Národní galerie v Praze[7]
- Bakchův triumf, 1536-1537, dubový panel, 56 × 106 cm , Kunsthistorisches Museum Vídeň
- Panna Maria a sv. Jan Evangelista, donor a sv. Máří Magdaléna, c. 1540, olej na dubu, každý panel, 123 × 46 cm , National Gallery Londýn
- Kalvárie, 1543, olej na desce, 334 × 270 cm, Muzeum výtvarného umění v Gentu, pochází z kláštera chudých klarisek z Gentu
- Triptych Ecce Homo, 1544, olej na dřevě, 162 × 89 cm a 171 × 52 cm (křídla), Národní museum ve Varšavě
- Sv. Lukáš maluje Pannu Marii, 1545, olej na dřevě, 205 × 143 cm, Muzeum výtvarných umění Rennes
- Kalvárie, 1545-1550, olej na desce, 101 × 58 cm, Ermitáž Petrohrad
- Venuše a Kupido, 1545, olej na dřevě, 108 x 158 cm, Wallraf-Richartz Museum, Kolín nad Rýnem
- Imaginární pohled na Koloseum v troskách se sochou Apollóna, 1552, olej na dřevě, 75 121 × cm , Palais des Beaux-Arts Lille
- Autoportrét u Kolosea v Římě, 1553, olej na panelu, 42 × 54 cm , Fitzwilliam Museum Cambridge
- Bohové na Olympu, 1556, 55,7 x 98 cm, olej na dřevě, Museum Bojimans van Beuningen[8]
- Ukřižování, 1557, kostel Saint-Martin-de-Fresnay, Calvados, Normandie
- Triptych s Ecce Homo, 1559-1560, Muzeum Franse Halse, Haarlem
- Triptych Ukládání do hrobu, 1560, trám, středový panel 219 × 66 cm, křídla 217 × 65 cm, Musée Old Masters, Brusel
- Čtyři poslední věci člověka, 1565, olej na dřevě, King's Dressing Room, Windsor Castle[9]
- Sedm divů světa, 1572, série sedmi rytin